# Publius Rutilius Lupus (grammairien)
Pour les articles homonymes, voir Publius Rutilius Lupus.
Publius Rutilius Lupus est un grammairien latin qui vécut sous le règne de Tibère.
Il est l'auteur d'un traité sur les figures de rhétorique : De figuris sententiarum et elocutionis, écrit avec une élégance cicéronienne ; sa valeur réside principalement dans les exemples, traduits en latin, d'œuvres perdues de rhétoriciens grecs.

## Sources
- Marie-Nicolas Bouillet  et Alexis Chassang (dir.), « P. Rutilius Lupus » dans Dictionnaire universel d’histoire et de géographie, 1878 (lire sur Wikisource)
- Halm, K., Rhetores latini minores, Leipzig, 1863
- P. Rutilii Lupi Schemata dianoeas et lexeos, éd. G. Barabino, Gênes, Istituto di Filologia classica e medioevale, 1967
- P. Rutilii Lupi De figuris sententiarum et elocutionis, éd.  Edward Brooks, Leyde, Brill, 1970